# Les Traîne-ténèbres

Les Traîne-ténèbres est une série de bande dessinée d’heroic fantasy écrite par Brice Tarvel, dessinée par Peter Nielsen (trois premiers tomes) puis Christian Verhaeghe (quatrième tome) et coloriée par  Sandra Knopff

## Albums
- Les Traîne-Ténébères, Soleil :

1. Le Paladin, le Gueux et la Sorcière, 1999  (ISBN 2-87764-920-2)[1].
2. Les Dents du dragon, 2000  (ISBN 2-84565-016-7).
3. Le Pays des montagnes sans nom, 2001  (ISBN 2-84565-175-9).
4. La Forêt hurlante, 2002  (ISBN 2-84565-222-4).

- Les Traîne-Ténébres (intégrale des trois premiers volumes), Soleil, coll. « La Preuve par 3 », 2001[2].